# Maya
Maya (devanagari माया, māyā, en general traduït com 'il·lusió', 'engany', 'somni') és una noció del pensament indi que presenta molts matisos diferents segons les diverses tradicions. Bàsicament fa referència al fet que l'aparent realitat que ens envolta no existiria, sinó que seria la manifestació d'un principi únic i diví. Aquesta il·lusió faria que es perpetuï una existència humana basada en el dualisme, quan els homes i l'U creador només formarien en realitat una mateixa cosa.